# Clip-on motor

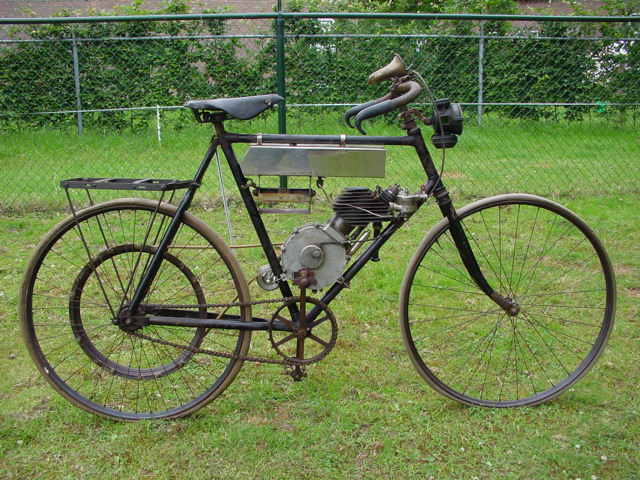
De eerste motorfietsen waren vaak fietsen met een clip-on motor, zoals deze Motosacoche ("motortas") uit 1902

Een clip-on motor is een motorblokje dat vroeger aan een al dan niet verstevigd fietsframe werd bevestigd om er zodoende een echte motorfiets van te maken. Clip-on motoren konden op verschillende plaatsen aan een rijwiel bevestigd worden:

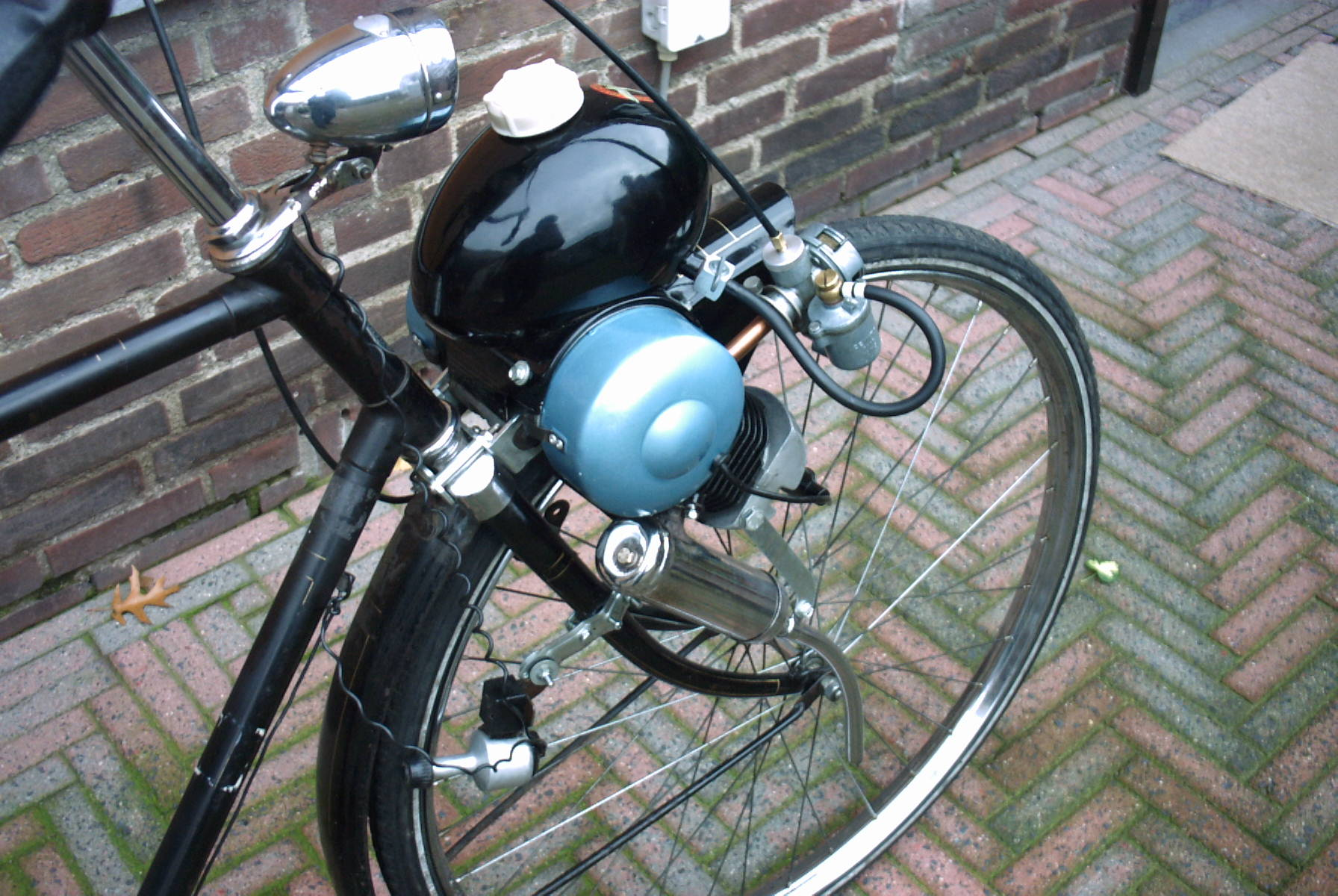
Berini-"eitje"

- Boven het voorwiel, dat via snaar-, riem- of rolaandrijving werd aangedreven
- In de naaf van het voorwiel
- In de naaf van het achterwiel
- Boven in het frame, meestal aan de voorste framebuis, met riemaandrijving naar het achterwiel
- Als bracketmotor ter hoogte of zelfs in plaats van de trapperas, met riemaandrijving naar het achterwiel
- Onder het zadel, met rol- of riemaandrijving naar het achterwiel
- Op de bagagedrager, met riemaandrijving naar het achterwiel
- Achter het achterwiel, met rol- of riemaandrijving
- Onder het bracket, met riem- of kettingaandrijving naar het achterwiel

Bekende clip-on motoren zijn het Berini-“eitje”, de BMI, de Lohmanndiesel, de Solex en de Garelli-Mosquito. Zie ook hulpmotor, luchtschroefmotor en zijboordmotor.